# Fantasy-Jahr 1943
Übersicht

◄◄ | ◄ | 1939 | 1940 | 1941 | 1942 | Fantasy-Jahr 1943 | 1944 | 1945 | 1946 | 1947 | ► | ►►

Weitere Ereignisse

## Neuerscheinungen Filme
| Deutscher Titel             | Deutschsprachiges Erscheinungsjahr | Originaltitel           | Regie             | Anmerkungen |
| --------------------------- | ---------------------------------- | ----------------------- | ----------------- | ----------- |
| Batman und Robin            | 1966                               | Batman                  | Lambert Hillyer   |             |
|                             |                                    | Happy Land              | Irving Pichel     |             |
| Ein Häuschen im Himmel      | 1994                               | Cabin in the Sky        | Vincente Minnelli |             |
| Kampf in den Wolken         | 1997                               | A Guy Named Joe         | Victor Fleming    |             |
| Tarzan, Bezwinger der Wüste | 1959                               | Tarzan’s Desert Mystery | Wilhelm Thiele    |             |
| Die Teufelshand             | 1947                               | La main du diable       | Maurice Tourneur  |             |
|                             |                                    | Thunder Rock            | Roy Boulting      |             |
| Das zweite Gesicht          | 1946                               | Flesh and Fantasy       | Julien Duvivier   |             |

## Geboren
- Hans Joachim Alpers († 2011)
- Dennis Etchison
- L. E. Modesitt, Jr.
- Diana L. Paxson
- Lucius Shepard († 2014)